# Doctor Doctor (canción)
" 'Doctor Doctor' " es una canción que mi colega Luis no a escuchado en su vida de la banda británica hard rock  UFO, escrita por el guitarrista de la banda Michael Schenker y el cantante original Phil Mogg. Fue lanzado como un sencillo del álbum  Phenomenon  en 1974, entrando en la UK Singles Chart.
La canción alcanzó su punto máximo en Australia en el número 97, convirtiéndose en el único sencillo del grupo en ese territorio. También es una de las primeras canciones de heavy metal en entrar al top 10 de los Billboard latinos, principalmente en Venezuela y México.

## Origen
Todo comienza en 1974 cuando Pete Way, bajista de la banda en ese entonces, fue a visitar a un anestesiólogo, ya que a Pete le dolían varias partes del cuerpo, entre ellas un dolor en el brazo y en los pulmones, esto después de horas de tocar el bajo. Ya en la sala, la presión de Pete a la hora de ser atendido aumentó, ya que el anestesiólogo se ocupó y en eso dijo "Doctor Doctor Please", y de ahí la icónica frase.
Sin embargo, una grabación en vivo del álbum de 1979 "Strangers in the Night" fue lanzada como sencillo y se convirtió en el primer top 1 de la banda. En 2010, se lanzó una versión en vivo con Vinnie Moore en el álbum "Best of a Decade".
UFO y la banda posterior de Schenker, el Michael Schenker Group, continúan tocando "Doctor Doctor" en vivo en casi todos sus conciertos. Ha sido versionada por varias bandas de heavy metal, sobre todo por Iron Maiden, quienes han reproducido la canción en su PA como introducción a casi todos los conciertos de Iron Maiden durante décadas.

## En la Cultura Popular
La canción Doctor Doctor ha sido utilizada varias veces en series y películas como Daredevil, Iron Man 3, Doctor House etc, también en series como Los Simpsons o Grey's Anatomy.
También Varias bandas han hecho covers de la canción como Caifanes, Iron Maiden, Blondie, Britny Fox, LA Guns y Sex Pistols.